# Noël Mars
Pour les articles homonymes, voir Mars.
Le Révérend Père, Dom Noël Mars, est un religieux catholique de l'ordre des Bénédictins, né à Orléans, dans le Loiret, le 24 avril 1576 et décédé à Léhon, dans l'Abbaye Saint-Magloire, dans les Côtes-d'Armor, le 31 janvier 1611, âgé de seulement 35 ans.

## Biographie
Fils de Sébastien Mars et de Mathurine Seurat, il voit le jour le 24 avril 1576 à Orléans. Un de ses frères aura un fils qu'il prénommera Nöel, en 1612, en souvenir de son défunt frère bien-aimé, et qui lui aussi deviendra religieux bénédictin, et écrivain et rejoindra l'abbaye Saint-Magloire de Léhon où il apparaîtra dans les actes entre 1683 et 1686, en qualité de procureur et cellérier. 
Dès sa plus tendre enfance il présente un penchant pour la vie religieuse et une passion pour les lettres. Il mettait de côté tous les sous qu'on lui donnait, pour faire l'acquisition de livres. 
Il reçut à l'âge de 7 ans, la confirmation et la tonsure le 26 mars 1583 et fit sa rhétorique en 1591, alors qu'il n'avait que 15 ans. Il prit l'habit religieux à l'Abbaye de Marmoutier, le 5 octobre 1594, dans sa dix-huitième année. On lui confia à la même époque le soin d'enseigner les humanités aux autres novices. Il fait sa profession  le 23 septembre 1595
Il part alors, pour terminer ses études au Collège de Marmoutier de Paris. Il vécut cette période dans la plus grande austérité et fut reçu à l'âge de 23 ans, le degré de bachelier en théologie dans la faculté de la Sorbonne. 
Il reçut les ordres mineurs en 1600, et bien que n'étant que diacre, il fut autorisé à prêcher, dans le diocèse de Paris. Il fut ordonné prêtre le 7 avril 1601 et obtint par la suite le degré de licencié. C'est vers cette époque qu'il décide, avec quelques religieux de se s'assembler en corps de communauté dans quelque maison dépendante de l'abbaye pour y vivre dans une régularité plus conforme à leurs obligations. Ils obtiennent la permission de leur général qui les imita.
Vers la fin du XVIe siècle, un renouveau spirituel consécutif au Concile de Trente de 1545 et de la publication du Catéchisme du Concile de Trente, provoque un profond besoin de réforme au sein des religieux.
Il partit avec neuf compagnons, réformer le Prieuré Royal Saint-Magloire de Léhon dont il deviendra le prieur claustral. Il prêchait tous les jours et même plusieurs fois par jour, joignant une singulière humilité à une piété distinguée. Il est nommé Vicaire général ou visiteur général le 22 septembre 1606 de la Province de Bretagne, avec les pleins pouvoirs sur tous les religieux de cette province. Le Pape Paul V accordant des Constitutions particulières au Prieuré St Magloire.Il résigna sa qualité de Supérieur  le 24 avril 1609 pour prendre en charge à la demande de Monseigneur Antoine de Révol, évêque de Dol, la réforme de l'Abbaye Notre-Dame du Tronchet dont il prend possession, avec ses six compagnons le 7 août 1607. Il y met en application les règles très strictes des religieux réformés de Léhon qui doivent: 
- Tous les jours se lever à minuit; leurs matines durent trois heures les jours ordinaires et quatre les jours de fête. Ils disent quotidiennement l'office de la Sainte-Vierge avec l'office canonique. Ils chantent chaque jour deux grand'messes. Après matines, ils font une demi-heure d'oraison mentale et autant après les complies. L'intervalle entre les deux grand'messes et celui entre le dîner et les vêpres sont employés à des lectures de piété et au travail manuel ou d'administration. Ils gardent une abstinence rigoureuse et observent strictement les jeûnes prescrits par la règle.

Une fois cette installation accomplie, il retourne à Léhon et le 14 septembre 1609, le Père Louis Josselin, visiteur des bénédictins de Touraine le désigne comme Prieur de l'Abbaye Notre-Dame du Tronchet, le confirmant dans sa charge de Vicaire général en la province de Bretagne, où il sera remplacé à son décès par le R.P. Dom Pierre Meneust.
C'est sous son impulsion que fut créé entre ses deux abbayes la Société de Bretagne, congrégation visant à réformer, les désordres des abbayes bénédictines de Bretagne. Elle sera officialisée par lettres patentes de Louis XIII, en 1625 qui la déclare indépendante, lui donnant pour protecteur le Cardinal de Richelieu, mais le Pape l'obligera par la suite à se fondre à la Congrégation de Saint-Maur, en 1628.
Ses infirmités augmentant il est de retour à Léhon, dans le courant de la même année 1609 et décède dans cette abbaye le 31 janvier 1611 muni de l'extrême-onction, par son confesseur le R. P; Dom François Stample, âgé de seulement 35 ans. Il fut regretté de tous les religieux et fut inhumé dans l'abbaye de Léhon. Dom François Stample deviendra en 1612, prieur du Tronchet et sera Supérieur général de la Société de Bretagne jusqu'à sa dissolution en 1627
On le considère en son temps comme la plus brillante lumière de la Société de Bretagne. On a dit de lui qu'il fit quelques miracles après sa mort

## Œuvre
- Fondateur de la Société de Bretagne
- Réformateur des Abbayes de Léhon et de le Tronchet.

## Responsabilités
- 1594 - religieux à l'Abbaye de Marmoutier. Enseignant les humanités aux novices de l'abbaye.
- 1595 - Il fait sa profession
- 1599 - Bachelier en théologie
- 1600 - Reçoit les ordres mineurs.
- 1601 - Ordonné Prêtre le 7 avril. Il a 25 ans

Sous l'abbatiat de Charles Bruslart, abbé commendataire de 1586 à 1622.
- 1604 - Prieur  de l'Abbaye Saint-Magloire de Léhon, parmi les religieux les Révérends Pères: Dom Pierre Meneust; Dom François Stample; Dom Cyprien Boissart; Dom Jean-Baptiste Chardon; Dom Elie Truchon; Dom Jean de Horris; Dom Jean Le Tellier (novice)
- 1605 - 1608 - Vicaire général et Prieur claustral
- 1609 -  Prieur claustral de l'Abbaye Notre-Dame du Tronchet - Vicaire général avec comme prieur claustral à l'abbaye St Magloire de Léhon: Dom Elie Truchon
- 1610 - Vicaire général avec comme prieur claustral de Léhon: Dom François Stample